# 田ノ畑好幸
田ノ畑 好幸（たのはた よしゆき、1955年6月20日 - ）は、日本の電設技術者。竹中工務店元取締役・執行役員副社長、夢洲開発本部先端技術チーム元チームリーダー。一般社団法人大阪ビジネスパーク協議会2023代表理事。
主な著書は、図解 燃料電池のすべて（共著、工業調査会、2003）、イラストでわかる空調の技術（学芸出版社、2012）、イラストでわかる給排水・衛生設備の技術（学芸出版社、2012）。

## 経歴
1979年大阪工業大学工学部電気工学科（現：電気電子システム工学科）卒業。1979年竹中工務店入社。2007年大阪本店設備部部長。2010年本店長席次長。2014年本社営業本部役員補佐。2015年執行役員。2018年常務執行役員。2021年専務執行役員。2023年同社取締役・執行役員副社長。同年、大阪ビジネスパーク協議会代表理事、大阪国際サイエンスクラブ常任理事、エンジニアリング協会理事、日本データセンター協会理事を兼務・歴任。2025年竹中工務店顧問。